# Serhij Pylypčuk
Serhij Valerijovyč Pylypčuk (in ucraino Сергій Валерійович Пилипчук?; Zmiïv, 26 novembre 1984) è un ex calciatore ucraino, di ruolo centrocampista.